# Talk Talk
Talk Talk was een Britse band die bestond van 1981 tot 1991. De band stond vooral bekend om de overgang van de new romantic-stroming, waar hij in het begin van zijn carrière bij ingedeeld werd, richting een meer atmosferisch geluid, eind jaren tachtig en begin jaren negentig. Hiermee was Talk Talk een van de pioniers van het postrockgenre.

## Geschiedenis
De band bestond aanvankelijk uit zanger Mark Hollis (1955–2019), Paul Webb (bas), Lee Harris (drums) en Simon Brenner (toetsen). In deze bezetting verscheen in 1982 The party's over, een album met synthesizerpop. Brenner verliet de band in 1983 en werd officieel niet vervangen. Producer Tim Friese-Greene zou hierna echter, ook als toetsenist en songschrijver, in belangrijke mate aan het geluid van Talk Talk bijdragen. De band verving de oorspronkelijke poppy stijl gaandeweg door een meer experimentele benadering en zeer uitgesponnen klankbeeld. Vooral vanaf het derde album, The Colour of Spring uit 1986, sloeg de band een minder commerciële richting in, resulterend in de experimentele albums Spirit of Eden (1988) en Laughing Stock (1991). Na deze albums, die op lovende kritieken konden rekenen maar commercieel niet goed liepen, ging de band uit elkaar.
De verschillende muzikanten doken sindsdien nog op verschillende platen op: Mark Hollis maakte een ingetogen, verstild soloalbum, Tim Friese-Greene maakte onder de naam Heligoland enkele albums die in het verlengde liggen van de laatste Talk Talk-platen, en Paul Webb en Lee Harris vormden samen de band .O.rang (ook wel 'O'rang). Webb maakte met Beth Gibbons, de zangeres van Portishead, het album Out of Season (2002). Ook werkte Harris actief mee aan het tweede album van de post-rockpioniers Bark Psychosis, getiteld Codename: Dustsucker. De stijl die de band in de tweede helft van zijn carrière ontwikkelde, vond eind jaren negentig navolging in de muziek van onder andere Godspeed You! Black Emperor, Mogwai en enkele jaren later ook het experimentele IJslandse collectief Sigur Rós.

## Trivia
In het populaire NOS Radio 3 programma De Avondspits draaide producer-invaller Tom Blomberg, bij afwezigheid van Frits Spits, op dinsdag 1 april 1986 als 1 aprilgrap de plaat 'Living in Another World' het hele programma (55 minuten lang, tussen 18:04 en 18:57 uur) ononderbroken in een 'loop'.

## Discografie

### Albums
| Album met eventuele hitnotering(en) in de Nederlandse Album Top 100 | Datum van verschijnen | Datum van binnenkomst | Hoogste positie | Aantal weken | Opmerkingen   |
| ------------------------------------------------------------------- | --------------------- | --------------------- | --------------- | ------------ | ------------- |
| The Party's Over                                                    | 1982                  | -                     | -               | -            |               |
| It's My Life                                                        | 1984                  | 17-03-1984            | 3               | 64           |               |
| The Colour of Spring                                                | 1986                  | 01-03-1986            | 1               | 33           |               |
| Spirit of Eden                                                      | 1988                  | 24-09-1988            | 32              | 1            |               |
| Natural History: The Very Best of Talk Talk                         | 1990                  | 16-06-1990            | 16              | 33           | Verzamelalbum |
| History Revisited: The Remixes                                      | 1991                  | 06-04-1991            | 64              | 5            |               |
| Laughing Stock                                                      | 1991                  | 05-10-1991            | 60              | 6            |               |
| London 1986                                                         | 1999                  | -                     | -               | -            | Livealbum     |
| Missing Pieces                                                      | 2001                  | -                     | -               | -            | Verzamelalbum |

### Singles
| Single met eventuele hitnotering(en) in de Nederlandse Top 40 | Datum van verschijnen | Datum van binnenkomst | Hoogste positie | Aantal weken | Opmerkingen                                                           |
| ------------------------------------------------------------- | --------------------- | --------------------- | --------------- | ------------ | --------------------------------------------------------------------- |
| It's My Life                                                  | 1984                  | 24-03-1984            | 31              | 4            | Nr. 30 in de Nationale Hitparade / AVRO's Radio en TV-Tip Hilversum 3 |
| Such a Shame                                                  | 1984                  | 12-05-1984            | 11              | 9            | Nr. 9 in de Nationale Hitparade                                       |
| Dum Dum Girl                                                  | 1984                  | 11-08-1984            | 32              | 4            | Nr. 31 in de Nationale Hitparade                                      |
| Tomorrow Started (Live)                                       | 1984                  | -                     | tip 17          | -            |                                                                       |
| Life's What You Make It                                       | 1985                  | 30-11-1985            | 13              | 9            | Nr. 11 in de Nationale Hitparade / Veronica Alarmschijf Hilversum 3   |
| Living in Another World                                       | 1986                  | 29-03-1986            | 23              | 5            | Nr. 22 in de Nationale Hitparade / AVRO's Radio en TV-Tip Radio 3     |
| Give It Up                                                    | 1986                  | -                     | tip 9           | -            |                                                                       |
| I Believe in You                                              | 1988                  | -                     | -               | -            | Nr. 65 in de Nationale Hitparade Top 100                              |

| Single met hitnotering(en) in de Vlaamse Ultratop 50 | Datum van verschijnen | Datum van binnenkomst | Hoogste positie | Aantal weken | Opmerkingen |
| ---------------------------------------------------- | --------------------- | --------------------- | --------------- | ------------ | ----------- |
| Such a Shame                                         | 1984                  | 26-05-1984            | 13              | 7            |             |
| Dum Dum Girl                                         | 1984                  | 18-08-1984            | 33              | 4            |             |
| Life's What You Make It                              | 1985                  | 21-12-1985            | 17              | 7            |             |
| Living in Another World                              | 1986                  | 29-03-1986            | 21              | 5            |             |
| Give It Up                                           | 1986                  | 05-07-1986            | 32              | 3            |             |
| It's My Life                                         | 1990                  | 30-06-1990            | 44              | 1            |             |

### NPO Radio 2 Top 2000
| Nummers met noteringen in de NPO Radio 2 Top 2000 | '99 | '00 | '01 | '02 | '03 | '04 | '05 | '06  | '07  | '08  | '09  | '10  | '11  | '12  | '13  | '14 | '15  | '16  | '17 | '18  | '19  | '20  | '21  | '22  | '23  | '24  |
| ------------------------------------------------- | --- | --- | --- | --- | --- | --- | --- | ---- | ---- | ---- | ---- | ---- | ---- | ---- | ---- | --- | ---- | ---- | --- | ---- | ---- | ---- | ---- | ---- | ---- | ---- |
| It's My Life                                      | 549 | 590 | 534 | 697 | 680 | 556 | 895 | 907  | 1277 | 816  | 892  | 1115 | 1004 | 1057 | 959  | 936 | 1030 | 1122 | 975 | 1147 | 825  | 862  | 991  | 1078 | 1022 | 978  |
| Life's What You Make It                           | -   | -   | -   | -   | -   | -   | -   | 1463 | 1494 | 1953 | 1101 | 1151 | 1055 | 1120 | 1028 | 926 | 920  | 1046 | 876 | 1156 | 816  | 939  | 1108 | 1193 | 1205 | 1367 |
| Living In Another World                           | -   | -   | -   | -   | -   | -   | -   | -    | -    | -    | -    | -    | -    | -    | -    | -   | -    | -    | -   | 1940 | 1299 | 1351 | 1408 | 1569 | 1691 | 1714 |
| Such a Shame                                      | 278 | 264 | 405 | 224 | 344 | 358 | 586 | 602  | 684  | 493  | 621  | 668  | 588  | 692  | 552  | 474 | 470  | 572  | 448 | 594  | 479  | 454  | 578  | 662  | 720  | 652  |

1. ↑  Een '-' betekent dat het nummer niet was genoteerd en een vetgedrukt getal geeft de hoogste notering van een nummer aan.

### Dvd's
| Dvd's met hitnoteringen in de Nederlandse Music Top 30 | Datum van verschijnen | Datum van binnenkomst | Hoogste positie | Aantal weken | Opmerkingen |
| ------------------------------------------------------ | --------------------- | --------------------- | --------------- | ------------ | ----------- |
| Live At Montreux 1986                                  | 2008                  | 01-11-2008            | 13              | 4            |             |